# Eidsvik
Eidsvik est un village de la municipalité d'Ålesund, dans le comté de Møre og Romsdal, en Norvège. Le village est situé entre les villages de Tennfjord et Vatne, à l'extrémité du Grytafjorden, à environ 10 kilomètres au nord du village de Skodje. Depuis 2002, Eidsvik est considérée comme faisant partie de la zone urbaine de Vatne.